# Stefan Schmidt

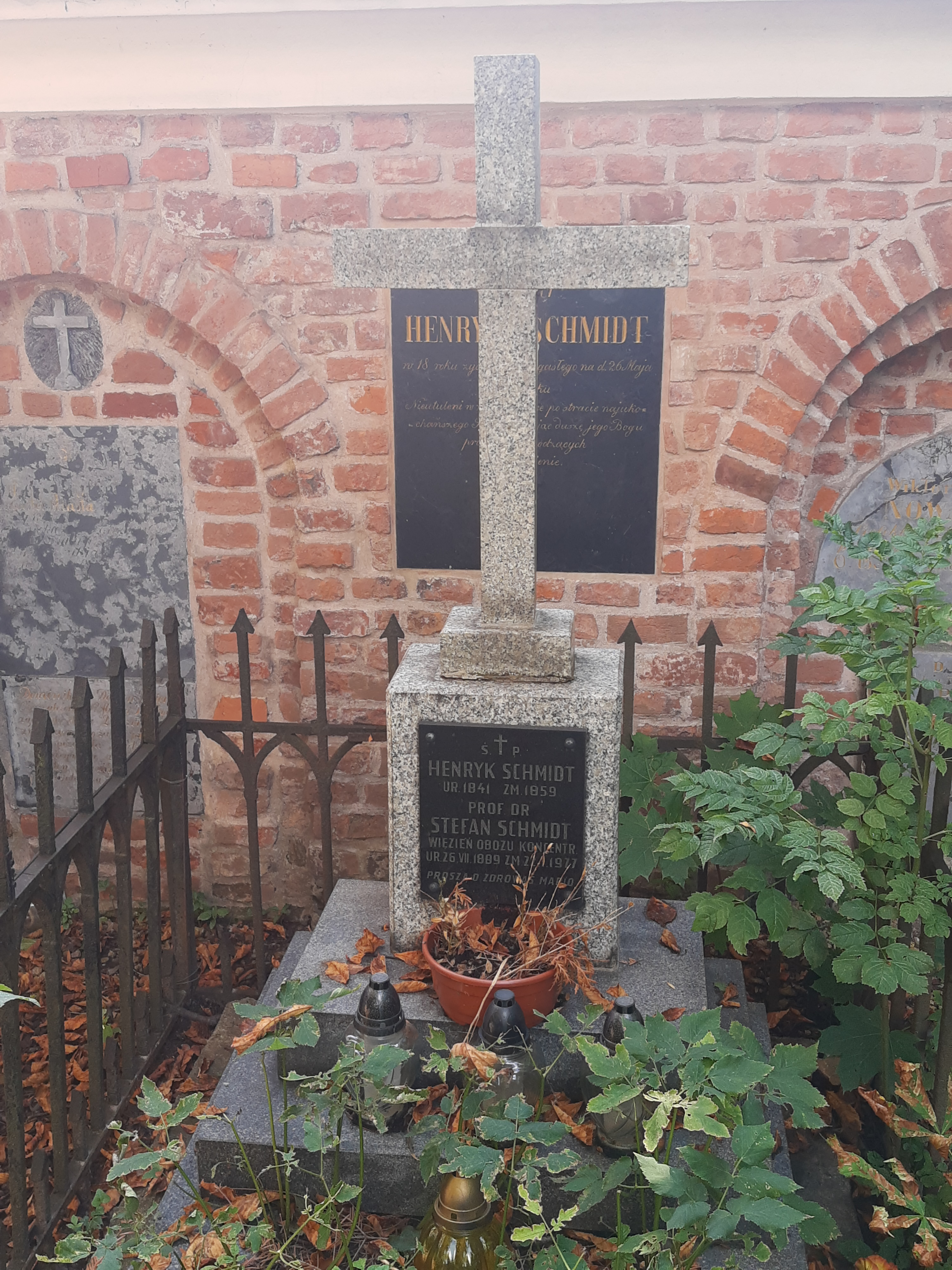
Grób prof. Stefana Schmidta

Stefan Schmidt (ur. 26 lipca 1889 w Krzywaczce, zm. 22 stycznia 1977 w Krakowie) – polski ekonomista, profesor Uniwersytetu Jagiellońskiego i Wyższej Szkoły Rolniczej w Krakowie.

## Życiorys
Był synem Wincentego, właściciela majątku ziemskiego, i Klementyny z Konopków. Po ukończeniu w 1907 Gimnazjum św. Anny w Krakowie przez rok uczęszczał do Studium Rolniczego UJ, a następnie kontynuował studia w latach 1908–1912 na uniwersytecie w Halle. Podróżował po Niemczech, Belgii, Holandii i Wielkiej Brytanii, dobrze poznając sytuację rolnictwa na terenie Zachodniej Europy. W 1913 powrócił ostatecznie do rodzinnej Krzywaczki, gdzie kupił i prowadził mały folwark, w którym gospodarował do 1924. W tym czasie włączył się w ruch spółdzielczy, działając w Kółku Rolniczym i Spółdzielni Rolniczo-Handlowej. Ponadto był czynny w Związku Izb i Organizacji Rolniczych RP. W 1924 otworzył przewód habilitacyjny na Uniwersytecie Jagiellońskim oraz rozpoczął wykłady z zagadnień rolniczych w Szkole Nauk Politycznych działającej przy Wydziale Prawa UJ. Habilitował się w 1926 i rok później został docentem katedry ekonomii rolnej UJ. Ponadto w tym samym roku w ramach otrzymanego stypendium Fundacji Rockefellera przebywał w USA jako resident doctor. Po powrocie do kraju wykładał na Wydziale Rolniczym UJ jako wykładowca kontraktowy. W 1933 został mianowany zastępcą profesora, a w 1936 profesorem nadzwyczajnym. W tym czasie szczególnie interesował się statystyką i ekonomią rolnictwa. W latach 30. związany był z Chłopskim Stronnictwem Radykalnym, a potem przystąpił do Obozu Zjednoczenia Narodowego.
Po wybuchu II wojny światowej się brał udział w aprowizacji Uniwersytetu Jagiellońskiego zarządzając gospodarstwem doświadczalnym w Mydlnikach. Szybko jednak został usunięty z gospodarstwa, które zostało zajęte przez władze niemieckie. 6 listopada 1939 został aresztowany wraz z innymi profesorami i pracownikami UJ i AGH w ramach Sonderaktion Krakau, trafił do obozu koncentracyjnego Sachsenhausen. W obozie przebywał w bloku nr 46, który znajdował się pod opieką blokowego Adolfa Dobschatta – w przeciwieństwie do pozostałych blokowych z szacunkiem traktującego więźniów. Schmidt jako osoba świetnie władająca językiem niemieckim był wykorzystywany przez blokowego do tłumaczenia na język polski zarządzeń, prowadzenia katalogu, wypełniania ankiet. Wpływ na zdrowie Schmidta miał trwający pół dnia apel na 30-stopniowym mrozie 18 stycznia 1940. W jego wyniku nabawił się ciężkiego zapalenia pęcherza i jelita grubego. Został zwolniony 8 lutego 1940 i udał się do domu swojej matki w Radziszowie, gdzie przez kilka miesięcy leczył się z chorób nabytych w obozie. Po powrocie do Krakowa zatrudnił się Biurze Rachunkowości Rolniczej wydzielonym w Izbie Rolniczej. W tajne nauczanie zaangażował się dopiero w 1944, ponieważ Wydział Rolniczy został otwarty później niż inne oddziały, a jego wykłady zaczynały się dopiero na III roku. Ponadto wykładał w Szkole Nauk Politycznych.
Po wojnie był dziekanem Wydziału Rolniczego UJ w latach 1945–1947 oraz prodziekanem 1947–1948. Ponadto objął kierownictwa katedr – ekonomii rolniczej UJ i statystyki Akademii Handlowej. W 1946 otrzymał tytuł profesora zwyczajnego. W 1956 rozpoczął pracę w Wyższej Szkole Rolniczej w Krakowie jako kierownik Katedry Statystyki Matematycznej.
Był członkiem licznym stowarzyszeń krajowych i zagranicznych.
Zmarł w Krakowie, pochowany na cmentarzu Rakowickim (kwatera PAS LB-zach-2 pod murem).

## Odznaczenia
- Złota Odznaka „Za Pracę Społeczną dla miasta Krakowa” (27 października 1969)[3]
- Złota Odznaka Polskiego Towarzystwa Ekonomicznego
- Odznaka Zasłużonego Działacza Towarzystwa Rozwoju Ziem Zachodnich